# Söderfjärden
Söderfjärden est un cratère d'impact situé à 10 kilomètres au sud de la ville de Vaasa en Finlande.

## Présentation
Söderfjärden est situé à environ 10 km au sud de Vaasa. 
La moitié du cratère est située à Sundom, qui appartient à la ville de Vaasa et l'autre moitié à la municipalité de Mustasaari, dans les villages de Sulva et Munsmo. 
Une petite zone au sud-ouest est située dans la municipalité de Maalahti. 
Le cratère d'impact date d'au moins 640 millions d'années (Protérozoïque, vers la fin du Cryogénien). 
Le diamètre du cratère est de 6,6 km et sa profondeur maximale est de 300 mètres. 
Il est rempli de grès cambriens ne laissant que le bord extérieur visible. 
Il y a aussi un soulèvement central, qui est enterré. 
Le cratère Söderfjärden est actuellement cultivé et est clairement visible depuis les airs sous la forme d'un grand champ circulaire.

## Assèchement
Après s'être élevé de la mer en raison du rebond post-glaciaire, Söderfjärden était une zone humide. 
L'idée d'assécher les zones de marais a été proposée dès le XVIIIe siècle. 
Le projet d'assèchement lancé au début du XXe siècle a été achevé en 1927 et le cratère a pris son aspect actuel. 
Parmi les cratères d'impact connus de la Finlande, Söderfjärden est le seul qui n'est pas un lac ou une baie. Aujourd'hui, Söderfjärden est un champ fertile drainé avec un total de 2 300 hectares de grandes parcelles uniformes. Un drainage réglementé respectueux de l'environnement a été achevé à la fin des années 1990.

## Nature
Söderfjärden est classé par le ministère de l'Environnement parmi les paysages précieux à l'échelle nationale en Finlande.
Söderfjärden est connu pour ses vols migratoires de grues cendrées. 
Les grues se reposent dans la zone, surtout à l'automne, pendant plusieurs semaines.
À l'automne 2009, 7 966 grues cendrées ont été comptées en une journée dans la zone.
À l'automne, le nombre total de grues cendrées se reposant dans la zone s'élève à plus de 10 000 individus, de sorte que Söderfjärden est de loin leur lieu de repos le plus important en Finlande.